# 第二次尼西亞公會議
第二次尼西亞公會議（或稱第二尼西亞會議），是於公元787年在尼西亞召開的基督教大公會議，天主教會和東正教會共同認為這是前七次大公會議中的最後一次，這會議是基督教歷史上第七次的世界性主教會議。此會議主要討論聖像崇拜問題，現今一些天主教會及東正教會的教義，是根據此會議的結果。此會議在對聖像敬禮的傳統奠下了重要根基。現今的东正教會与東儀天主教會，於每年四旬期第一主日舉行的「正統信仰凱旋節日」，便是為慶祝聖像畫像納為正統教義的日子。此外新教對此的看法各不相同。

## 历史

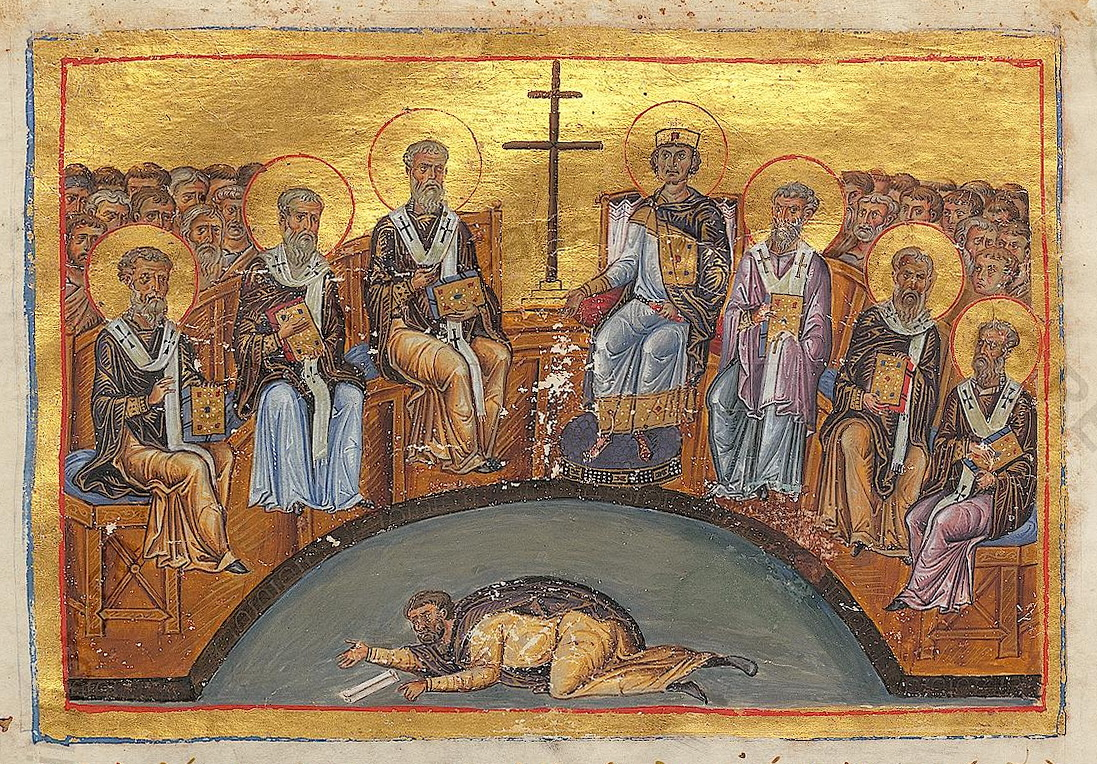
第二次尼西亞公會議

聖像敬禮開始流行於3世紀。古希臘教父伊皮凡尼烏也曾對圖像敬禮提出異議。後來，保祿派出現，並反對外表的聖禮、反對朝拜十字架、聖像和宗徒遺物等等敬禮行為。而猶太人和穆斯林也攻擊基督徒敬禮聖像。公元八世紀時，拜占庭帝國（或東羅馬帝國）皇帝里奧三世受到了伊斯蘭教和希臘思想的影響支持反對敬禮聖像，於是頒布諭旨禁止敬禮聖像。其目的是藉此打击正统教会的权势，没收教会的财产以削弱教会的权力。之後國內出現了大規模的破壞聖像運動，反對敬禮聖像和宗徒遺物。其子君士坦丁五世继续其父之意志反对圣像敬禮。在君士坦丁五世和其子利奧四世去世後，利奧的妻子伊琳娜女皇攝政。由於聖像破壞運動情緒高漲，伊琳娜女皇與教會妥協，支持聖像派恢复对圣像的敬禮。為討論聖像敬禮問題，在教宗哈德良一世获准下，於公元787年召開了此大公會議。
此次會議約有380名主教參加，哈德良一世派兩名代表出席，並承認第七次天主教大公會議。此會議指責聖像破壞運動為異端行為，并宣布聖像可以被敬禮但不可以被当成神來朝拜。會議制定了22條教會法規，下令嚴禁收藏異端和反對聖像敬禮的書籍，著令全部銷毀。
另外，有些人主张耶稣基督不是天主的亲生子，只是因為其有無私的品德，被天主選為「養子」，史稱養嗣主義。大公会议對此主张斥为异端，并断定基督是天主的亲生子，非「養子」。虽《聖經》聲稱基督为「仆人」，但不是指其身分地位，而是指其谦卑、服从和听命至死的態度。
在此大公會議後，聖像破壞運動並沒有就此完結。其後在公元813年，在里奧五世即位後反聖像派重新得勢，敬禮聖像的行為再次禁止。直至公元843年，邁克爾三世下令恢復聖像敬禮。直到這時，聖像破壞運動才終告結束。

## 具深遠影響的結果
- 恢复圣像敬禮。
- 规定政府无权委任主教、神父及助祭人员。主教候选人应該经省区的主教共同推举。
- 說明《聖經》對基督的「仆人」聲稱是指其谦卑、服从和听命至死，而非其之身份地位。